# 2020年歐洲桌球錦標賽
2020年歐洲桌球錦標賽是2021年6月22日至6月27日在波蘭華沙舉行的歐洲桌球錦標賽。這屆歐洲桌球錦標賽原定於2020年9月15日至9月20日舉行，但由於2019冠状病毒病疫情而推遲比賽。

## 比賽成績

### 獎牌得主
| 項目     | 金牌                                             | 银牌                                                      | 铜牌                                                                                                |
| 男子單打 | 蒂莫·波爾（德国）                                | 迪米特里·奥恰洛夫（德国）                                 | 馬蒂亞斯·法爾克（瑞典） 馬科斯·弗雷塔斯（葡萄牙）                                                   |
| 女子單打 | 派翠莎·索爾佳（德国）                            | 單曉娜（德国）                                            | Margaryta Pesotska（乌克兰） 伊丽莎白·萨马拉（羅馬尼亞）                                            |
| 男子雙打 | Lev Katsman（俄罗斯） · Maksim Grebnev（俄罗斯） | Jakub Dyjas（波兰） · Cédric Nuytinck（比利时）           | Ádám Szudi（匈牙利） · Nándor Ecseki（匈牙利） 蒂亞哥·阿波羅尼亞（葡萄牙） · 若昂·蒙泰罗（葡萄牙）  |
| 女子雙打 | 派翠莎·索爾佳（德国） · 單曉娜（德国）           | 尼娜·米特兰姆（德国） · 扎比内·温特（德国）               | Stéphanie Loeuillette（法國） · 袁嘉楠（法國） Ganna Gaponova（乌克兰） · Tetyana Bilenko（乌克兰） |
| 混合雙打 | 邱党（德国） · 尼娜·米特兰姆（德国）             | Ľubomír Pištej（斯洛伐克） · Barbora Balážová（斯洛伐克） | 西蒙·高茨（法國） · 普丽蒂卡·帕瓦德（法國） 埃马纽埃尔·勒贝松（法國） · 袁嘉楠（法國）              |

### 獎牌榜
*   主办国家/地区（波蘭）
| 排名               | 國家               | 金牌 | 銀牌 | 銅牌 | 总计 |
| ------------------ | ------------------ | ---- | ---- | ---- | ---- |
| 1                  | 德国（GER）        | 4    | 3    | 0    | 7    |
| 2                  | 俄羅斯（RUS）      | 1    | 0    | 0    | 1    |
| 3                  | 斯洛伐克（SVK）    | 0    | 1    | 0    | 1    |
| 4                  | 比利时（BEL）      | 0    | 0.5  | 0    | 0.5  |
| 4                  | 波蘭（POL）*       | 0    | 0.5  | 0    | 0.5  |
| 6                  | 法國（FRA）        | 0    | 0    | 3    | 3    |
| 7                  | 葡萄牙（POR）      | 0    | 0    | 2    | 2    |
| 7                  | 乌克兰（UKR）      | 0    | 0    | 2    | 2    |
| 9                  | 匈牙利（HUN）      | 0    | 0    | 1    | 1    |
| 9                  | 羅馬尼亞（ROU）    | 0    | 0    | 1    | 1    |
| 9                  | 瑞典（SWE）        | 0    | 0    | 1    | 1    |
| 总计（共11个國家） | 总计（共11个國家） | 5    | 5    | 10   | 20   |

## 外部連結
- International Table Tennis Federation （页面存档备份，存于）
- European Table Tennis Union （页面存档备份，存于）